# 鹽泉縣 (潾州)
鹽泉縣，武德元年置鹽泉縣，並析潾水縣置潾山縣，分渠州潾水縣、墊江縣，置潾州，領縣四。武德八年廢潾州。在今鄰水縣南西天鄉四合村馬鹽井。